# Аголець Валентин Степанович
Валентин Степанович Аголець (24 жовтня 1950, Озерани, Озеранська сільрада, Житковицький район, Гомельська область, БССР) — радянський, російський, білоруський і український політичний діяч.
Від 20 грудня 1995 до 8 лютого 1999 — міністр внутрішніх справ Республіки Білорусь.

## Біографія
Народився 24 жовтня 1950 року в селищі Озерани, Житковицький район, Гомельська область. У 1973 році закінчив Орджонікідзевське військове училище імені Кірова, у 1984 — Військову академію імені М. В. Фрунзе, 1994 — КУОС при Військовій академії Генерального штабу Збройних сил Російської Федерації.
Кандидат військових наук (1996).
Трудову діяльність розпочав у 1968 році експедитором відділу робочого постачання Житковицького ліспромгоспу. У 1969—1970 рр. служив у Радянській Армії на посадах рядового і сержантського складу.
У внутрішніх військах з жовтня 1970 — курсант Орджонікідзевського військового училища, курсовий командир у цьому ж училищі, командир взводу, заступник командира роти з політичної частини, командир роти, начальник штабу — заступник командира батальйону в 43-й конвойній дивізії (Білоруська РСР), слухач військової академії, командир батальйону, начальник штабу — заступник командира полку УВВ МВС СРСР по Казахській і Киргизькій РСР, командир 582-го полку 88-ї конвойної дивізії УВВ по Середній Азії і Казахстану, старший викладач, заступник начальника Ташкентського вищого військово-технічного училища МВС СРСР, заступник начальника Новосибірського вищого військового командного училища МВС Російської Федерації.
З вересня 1992 у внутрішніх військах МВС Республіки Білорусь — начальник УВВ, перший заступник командувача військами, з 12 серпня 1994 — заступник, з жовтня 1995 — перший заступник міністра внутрішніх справ — командувач внутрішніми військами.
З грудня 1995 по лютий 1999 року — Міністр внутрішніх справ Республіки Білорусь.
У 1999—2006 рр. — представник МВС при Посольстві Республіки Білорусь в Україні.
Звільнений у запас у квітні 2007 року.